# Internet Game Database
Die Internet Game Database (kurz IGDB) ist eine Online-Datenbank zu Computerspielen. Seit 2019 gehört die Website dem Live-Streaming-Videoportal Twitch, welches wiederum eine Tochterfirma von Amazon ist.

## Allgemeines
IGDB listet Computerspiele, Unternehmen, DLCs, Modifikationen und andere Informationen bezüglich Computerspiele auf. Ähnlich wie die Internet Movie Database, ist der Inhalt von IGDB benutzerorientiert und ermöglicht es registrierten Benutzern, Computerspiele zu bewerten, aufzulisten und zu rezensieren. Benutzer können auch Seiten zu Spielen anlegen und bearbeiten, die nach Überprüfung veröffentlicht werden. IGDB zeigt Bewertungen aus über 55 Quellen an. Die Seite möchte nach eigenen Angaben Informationen über Computerspiele bereitstellen und eine Gemeinschaft aus Computerspielern und Menschen aus der Gaming-Branche aufbauen.
Es wurden bereits über 320 Tausend Computerspiele und 60 Tausend Computerspielfirmen, darunter Publisher und Spieleentwickler, zur Datenbank hinzugefügt (Stand Juni 2025).

## Geschichte
Die Entwicklung der Website begann im Jahr 2010. Zu diesem Zeitpunkt verlinkte die Webseite nur zur eigenen E-Mail-Adresse und bot tägliche Umfragen zur Webseite an. Mitte 2011 erhielt die Seite ein neues Layout. Man visierte eine Closed Beta der Website im vierten Quartal des Jahres an. Die Closed Beta startete jedoch erst im Juni 2013.
Im frühen 2015 ging die Website in die Open Beta über. Mitte 2016 wurde die Website fertiggestellt und der „Open Beta“-Schriftzug wurde entfernt.
Im September 2019 wurde IGDB von dem Live-Streaming-Videoportal Twitch übernommen. Seit der Übernahme verwendet Twitch IGDB für die Spielkategorien und Spielcover auf ihrer Website.